# Stenotabanus detersus
Stenotabanus detersus är en tvåvingeart som först beskrevs av Walker 1850.  Stenotabanus detersus ingår i släktet Stenotabanus och familjen bromsar. Inga underarter finns listade i Catalogue of Life.